# Тексас-Томмі
Після великого землетрусу у Сан-Франциско в 1906 році та пожежі, узбережжя Бербері стало набагато популярнішим серед туристів. Танцювальні зали та шоу-вар'єте, що шокували туристів, прийшли на зміну проституції, як головному бізнесу, і багато з танцювальних модних течій, що прокотилися Америкою протягом цього періоду виникли саме в цьому районі Сан-Франциско. Талія, розташований на 732-Тихоокеанському регіоні  між Керні і Монтгомері, одночасно найбільший і найпопулярніший танцювальний зал на тихоокеанському узбережжі, був батьківщиною як Тексас Томмі так і Тьокі трот.
Тексас Томмі став хітом у 1910-ті роки в негритянському кабаре, Перселла, на узбережжі Бербері. Етель Вільямс, який сприяв популяризації танцю у Нью-Йорку в 1913 році, описав його як "кік (удар ногою) і хоп (стрибок) три рази на кожній нозі, потім слайд (ковзання). Основні кроки супроводжуються виходом у відкриту позицію, що, зберігаючи ритм, дозволило робити акробатичні елементи, різні  витівки, імпровізації і хизування. Вільямс і Джонні Пітерс представили танець жителям Нью-Йорка в 1913 році у виставі "Darktown Follies".
У готелі "Fairmont" у Сан-Франциско віддали нижній танцювальній хол під сучасні на той час танці Тексас Томмі, Банні Хаг, Тьокі трот та Грізлі Биар. Готель мав свій власний танцювальний бенд, що регулярно грав "Texas Tommy song", і був основним місцем для танців. Хто першим став танцювати Тексас Томмі неясно, іноді називають  Джонні Пітерса, афро-американця, що сприяв розвитку танцю у рані 1910-ті у Сан-Франциско. Пітерз і Етель Вільямс були відомі танцюристами і регулярно танцювали у готелі "Fairmont".

## Музика і слова
Ноти із словами "Texas Tommy Swing" були опубліковані "World's Fair Publishing Company" 1 січня 1911 року. Музика була написана Сідом Браун, а слова Валь Харріс. Обкладинка видання була унікальною, зробленою у вигляді першою шпальти газети із заголовком "Танець, що змусить увесь світ витріщатися".
Також на цій "газеті" був передрук двох справжніх статей з San Francisco Examiner. Перша, датована 29 листопадом 1910 року, була озаглавлена "Павлова схвалила Тексас Томмі свінґ". Друга, датована 29 груднем 1910 року, була озаглавлена "Місіс Oelriches подобається Тексас Томмі свінґ".
Центральною статтею "газети" була "Повість про танець":

A breath from the cotton fields - the grizzly bear, the loving hug, the walk-back and the turkey-trot all blend in Texas Tommy Swing.

The Texas Tommy Swing invades the north and east like a dainty zephyr from the perfumed cotton fields of the sunny South.  The rhythm of the Grizzy Bear, the inspiration of the Loving Hug, the grace of the Walk-Back and the abandon of the Turkey-Trot all belend in the harmony of the Texas Tommy Swing, which was really the parent of all the others.

The dance originated more than forty years ago among the negroes of the old Southern plantations.  Every little movement has a meaning all its own to the heart truly in tune with nature.  The graceful harmonies of the song and dance reflect the joyous spirit of the negro race, the care-free actions of the Dinahs and the Sams who gathered outside the cabin doors on moonlit nights and to the twang of the banjo or the scrape of the fiddle, vented the rhapsodies of mind and body in a purely natural way.

Here and there a raucous discord like the squaking voice of a chicken in distress breaks in upon the frivolous melody of the theme or a plaintive note brings a reminder of the tear always so close to the laugh in the negro nature.

Southern darkies brought the dance and a suggestion of the melody to San Francisco several years ago, and there upon the Barbary Coast it was rounded into perfect harmony.  It took the place by storm.  Eastern people interested in dancing took it up.  Stage favorites seized upon its absorbing rhapsodies.

Society men and women accepted and adopted it.  Pavlowa, the Czar's favorite dancer, went into raptures over it and incorporated it in her repertoire.  Leaders of the four hundred all over the country regard it as one of the sights of San Francisco and endorse it to their friends on their return.

In tangible and concrete form this inspiring, historic and dramatic song and dance is now presented to the public for the first time, in Texas Tommy Swing.

## Зовнішні посилання
- THE TEXAS TOMMY, ITS HISTORY, CONTROVERSIES, AND INFLUENCE ON AMERICAN VERNACULAR DANCE, by REBECCA R. STRICKLAND
- the song "Texas Tommy Swing"